# It’s Raining Men
«It’s Raining Men» — песня, записанная в 1982 году группой The Weather Girls. Изначально авторы Пол Джабара и Пол Шаффер предлагали исполнить её таким исполнителям как Дайана Росс, Донна Саммер, Шер и Барбра Стрейзанд. После многочисленных отказов только Марта Уош и Изора Армстид из The Weather Girls согласились взять её в свой репертуар. Песня, записанная дуэтом, стала международным хитом, её продажи составили более 6 миллионов копий по всему миру. Сегодня эта песня считается символом эпохи диско и гимном одиноких женщин.
За многие годы сингл перепевался десятки раз самыми разными исполнителями. В 1997 песня была записана дуэтом Марты Уош (The Weather Girls) и RuPaul, вновь став международным хитом. Эта версия так же считается гей-гимном>, как и версия The Weather Girls.

## Оригинальная версия и версия при участии Ру Пол
Версия хита группы The Weather Girls вошла в хит парады в октябре 1982 и быстро заняла строчку #1 в US Disco Chart, #1 в US R&B и #46 в Billboard Hot 100. Был выпущен альбом Success, который занял вторую строчку в UK Singles Chart, #2 в Австралии, и #1 в Euro Hot 100.
Музыкальное видео на версию The Weather Girls было снято Джимом Кенти и Джейком-Себастьяном Вайном. В клипе снялся танцор Джен Энтони Рэй.
В 1998 году Марта Уош и Ру Пол записали песню «It’s Raining Men… Sequel», которая вошла в сборник лейбла Rhino Entertainment RuPaul’s Go-Go Box Classics.

## Версия Джери Халлиуэлл
Версия в исполнении Джери Халлиуэлл вышла 30 апреля 2001 года как первый сингл с её второго сольного альбома Scream if You Wanna Go Faster. Она также стала саундтреком к фильму «Дневник Бриджит Джонс». Этот сингл стал четвёртым по счёту синглом Халлиуэлл, достигшим первого места в чарте UK Singles Chart и является её самым успешным сольным хитом на сегодняшний день. Первоначально лид-синглом с альбома Scream If You Wanna Go Faster должна была стать песня «Feels Like Sex», но после того, как Джери предложили «It’s Raining Men», в качестве первого сингла вышла именно эта песня.

## Позиции в хит-парадах
Еженедельные чарты:
| Chart (1982)                     | Peak position |
| -------------------------------- | ------------- |
| US Billboard Hot 100             | 46            |
| US Hot R&B/Hip-Hop Songs         | 1             |
| US Hot Dance Club Play           | 1             |
| UK Singles Chart                 | 2             |
| Chart (1998)1                    | Peak position |
| US Hot Dance Club Play           | 22            |
| Chart (2001)2                    | Peak position |
| Argentine Single Chart           | 1             |
| Belgian Singles Chart (Flanders) | 1             |
| Brazil Hot 100                   | 1             |
| French Singles Chart             | 1             |
| Hungarian Singles Chart          | 1             |
| Irish IRMA Singles Chart         | 1             |
| Italian Singles Chart            | 1             |
| Malaysia Singles Chart           | 1             |
| Russian Singles Chart            | 1             |
| Spanish PROMUSICAE               | 5             |
| UK Singles Chart                 | 1             |
| Eurochart Hot 100 Singles        | 2             |
| Belgian Singles Chart (Wallony)  | 2             |
| Dutch Singles Chart              | 3             |
| Australian ARIA Singles Chart    | 4             |
| Swiss Singles Chart              | 4             |
| Austrian Singles Chart           | 5             |
| German Singles Chart             | 5             |
| Greek Singles Chart              | 5             |
| Danish Singles Chart             | 2             |
| Finnish Singles Chart            | 7             |
| Canadian Singles Chart           | 8             |
| Swedish Singles Chart            | 10            |
| Norwegian Singles Chart          | 4             |
| New Zealand RIANZ Singles Chart  | 7             |
| Year-End Charts (2001)           | Peak position |
| UK Top 100 Singles of the Year   | 12            |

Годовые чарты:
| Хит-парад (1984)             | Позиция |
| ---------------------------- | ------- |
| Великобритания (Gallup Poll) | 62      |

- 1 «It’s Raining Men… The Sequel» by Martha Wash featuring RuPaul
- 2 «It’s Raining Men» by Geri Halliwell